# Lyn Fotball (női csapat)
A Lyn 1896 Fotballklubb 2009-ben hozta létre női szakosztályát. A klub a norvég első osztályú bajnokság résztvevője.

## Játékoskeret
2020. június 11-től
| #  |     | Poszt | Név                    |
| -- | --- | ----- | ---------------------- |
| 1  | NOR | K     | Karen Oline Sneve      |
| 25 | NOR | K     | Mari Hasselknippe      |
| 4  | NOR | V     | Trine Skjelstad Jensen |
| 14 | NOR | V     | Joanna Bækkelund       |
| 15 | NOR | V     | Emilie Bølviken        |
| 17 | NOR | V     | Emma Stølen Godø       |
| 22 | NOR | V     | Sofie Tunes            |
| 23 | NOR | V     | Emilie Raaum Closs     |
| 24 | NOR | V     | Iselin Sandnes Olsen   |
| 2  | NOR | KP    | Hedda Myhre Foslie     |
| 3  | NOR | KP    | Julie Aune Jorde       |

| #  |     | Poszt | Név                     |
| -- | --- | ----- | ----------------------- |
| 8  | NOR | KP    | Anna Palm               |
| 9  | NOR | KP    | Cathinka Friis Tandberg |
| 11 | NOR | KP    | Ingrid Bakke            |
| 18 | NOR | KP    | Selma Hernes            |
| 21 | NOR | KP    | Una Roaldseth Søyland   |
| 7  | NOR | CS    | Camilla Linberg         |
| 10 | NOR | CS    | Runa Lillegård          |
| 13 | NOR | CS    | Jenny Røsholm Olsen     |
| 16 | NOR | CS    | Anna Nerland Aahjem     |
| 20 | NOR | CS    | Monica Nedgård Isaksen  |

## Eredmények
- Norvég másodosztályú bajnok (1): 2017

## A klub híres játékosai
| - Eline Bjørmark - Oda Maria Hove Bogstad - Margaux Lægreid - Mimmi Löfwenius |